# Чемпионат Европы по футболу 2023 среди юношей до 17 лет
Чемпионат Европы по футболу до 17 лет 2023 года (венг. 2023-es U17-es labdarúgó-Európa-bajnokság; англ. 2023 UEFA European Under-17 Championship) — 20-й розыгрыш чемпионата Европы по футболу среди юношей до 17 лет (и 39-й розыгрыш юношеского чемпионата Европы, включая турниры до 16 лет), который прошёл в Венгрии с 17 мая по 2 июня 2023 года. В турнире смогли принять участие футболисты, родившиеся не ранее 1 января 2006 года.

## Выбор места проведения
Венгрия была утверждена как страна-хозяйка турнира решением исполнительного комитета УЕФА в Монтрё в апреле 2021 года.

## Квалификация
В отборочном турнире приняли участие 54 из 55 национальных сборных (кроме Венгрии, хозяйки турнира, получившей автоматическую квалификацию), которые сразились за оставшиеся 15 мест в финальном турнире.

### Квалифицировались в финальный турнир
Следующие команды квалифицировались в финальный турнир в Венгрии:
| Сборная    | Способ квалификации             | Участие | В последний раз | Лучший результат                  |
| ---------- | ------------------------------- | ------- | --------------- | --------------------------------- |
| Венгрия    | Организатор                     | 6-е     | 2019            | 5-е место (2019)                  |
| Сербия     | Победитель элитной группы 1     | 9-е     | 2022            | Полуфиналист (2022)               |
| Уэльс      | Победитель элитной группы 2     | 1-е     | дебют           | дебют                             |
| Нидерланды | Победитель элитной группы 3     | 15-е    | 2022            | Чемпион (2011, 2012, 2018, 2019)  |
| Испания    | Победитель элитной группы 4     | 15-е    | 2022            | Чемпион (2007, 2008, 2017)        |
| Португалия | Победитель элитной группы 5     | 10-е    | 2022            | Чемпион (2003, 2016)              |
| Ирландия   | Победитель элитной группы 6     | 6-е     | 2019            | 1/4 финала (2017, 2018)           |
| Хорватия   | Победитель элитной группы 7     | 5-е     | 2017            | 4-е место (2005)                  |
| Франция    | Победитель элитной группы 8     | 14-е    | 2022            | Чемпион (2004, 2015, 2022)        |
| Шотландия  | Второе место в элитной группе 2 | 7-е     | 2022            | Полуфиналист (2014)               |
| Англия     | Второе место в элитной группе 3 | 15-е    | 2019            | Чемпион (2010, 2014)              |
| Германия   | Второе место в элитной группе 4 | 14-е    | 2022            | Чемпион (2009)                    |
| Польша     | Второе место в элитной группе 5 | 4-е     | 2022            | Полуфиналист (2012)               |
| Италия     | Второе место в элитной группе 6 | 11-е    | 2022            | Финалист (2013, 2018, 2019)       |
| Словения   | Второе место в элитной группе 7 | 4-е     | 2018            | Групповой этап (2012, 2015, 2018) |
| Швейцария  | Второе место в элитной группе 8 | 9-е     | 2018            | Чемпион (2002)                    |

## Стадионы
Турнир проходит на 7 стадионах в 6 разных городах.
| Дебрецен                                                | Бальмазуйварош                                          | Будаэрш                                                             |
| ------------------------------------------------------- | ------------------------------------------------------- | ------------------------------------------------------------------- |
| Надьердеи                                               | Вароши Шпортпайа                                        | Арок утцаи пайа                                                     |
| Вместимость: 20 340                                     | Вместимость: 2435                                       | Вместимость: 1204                                                   |
| 4 игры группового этапа                                 | 4 игры группового этапа, 1 четвертьфинал                | 3 игры группового этапа, 1 полуфинал                                |
|                                                         |                                                         |                                                                     |
| Бальмазуйварош Дебрецен Тельки Будаэрш Будапешт Фельчут | Бальмазуйварош Дебрецен Тельки Будаэрш Будапешт Фельчут | Будапешт                                                            |
| Бальмазуйварош Дебрецен Тельки Будаэрш Будапешт Фельчут | Бальмазуйварош Дебрецен Тельки Будаэрш Будапешт Фельчут | Хидегкути Нандор                                                    |
| Бальмазуйварош Дебрецен Тельки Будаэрш Будапешт Фельчут | Бальмазуйварош Дебрецен Тельки Будаэрш Будапешт Фельчут | Вместимость: 5322                                                   |
| Бальмазуйварош Дебрецен Тельки Будаэрш Будапешт Фельчут | Бальмазуйварош Дебрецен Тельки Будаэрш Будапешт Фельчут | 4 игры группового этапа, 1 четвертьфинал, финал                     |
| Бальмазуйварош Дебрецен Тельки Будаэрш Будапешт Фельчут | Бальмазуйварош Дебрецен Тельки Будаэрш Будапешт Фельчут |                                                                     |
| Тельки                                                  | Дебрецен                                                | Фельчут                                                             |
| Тренировочный центр «Тельки»                            | ДЕАК                                                    | Панчо Арена                                                         |
| Вместимость: 1000                                       | Вместимость: 1500                                       | Вместимость: 3816                                                   |
| 2 игры группового этапа, 1 четвертьфинал                | 4 игры группового этапа, 1 четвертьфинал                | 3 игры группового этапа, 1 полуфинал, матч плей-офф за выход на ЮЧМ |
|                                                         |                                                         |                                                                     |

## Групповой этап
В каждой из четырёх групп сыграли по четыре команды. Команды, занявшие первое и второе место, вышли в четвертьфинал.
Жеребьёвка группового этапа прошла 3 апреля 2023 года.
| Критерии классификации команд на групповом этапе |
| --- |
| На групповом этапе команды ранжируются по следующим показателям: 1. очки, набранные во всех матчах группового этапа; 2. очки, набранные в очных встречах между командами с равным количеством очков; 3. разница голов в очных встречах между командами с равенством предыдущих показателей; 4. голы, забитые в очных встречах между командами с равенством предыдущих показателей; 5. разница голов во всех групповых матчах; 6. голы, забитые во всех групповых матчах; 7. послематчевые пенальти (только если у двух команд есть равенство по вышеуказанным показателям и они встречаются в последнем раунде группового этапа); 8. дисциплинарные показатели - жёлтая карточка: −1 очко; - непрямая красная карточка (вторая жёлтая карточка): −3 очка; - прямая красная карточка: −3 очка; 9. коэффициенты УЕФА, которые использовались при жеребьёвке отборочного раунда; 10. жребий. |

### Группа A
| Поз | Команда     | И | В | Н | П | МЗ | МП | РМ | О | Квалификация     |
| --- | ----------- | - | - | - | - | -- | -- | -- | - | ---------------- |
| 1   | Польша      | 3 | 2 | 0 | 1 | 10 | 7  | +3 | 6 | Выход в плей-офф |
| 2   | Ирландия    | 3 | 2 | 0 | 1 | 8  | 7  | +1 | 6 | Выход в плей-офф |
| 3   | Венгрия (Х) | 3 | 1 | 0 | 2 | 8  | 9  | −1 | 3 |                  |
| 4   | Уэльс       | 3 | 1 | 0 | 2 | 3  | 6  | −3 | 3 |                  |

| Польша                                                   | 5:1     | Ирландия |
| -------------------------------------------------------- | ------- | -------- |
| - Скочилас 13′ 49′ - Шала 44′ - Борис 54′ - Кадзёлка 65′ | (отчёт) | Орази 5′ |

| Венгрия                             | 3:0     | Уэльс |
| ----------------------------------- | ------- | ----- |
| - Шимон 43′ - Сабо 75′ - Уматум 81′ | (отчёт) |       |

| Ирландия                              | 3:0     | Уэльс |
| ------------------------------------- | ------- | ----- |
| - Рази 24′ - Орази 34′ - Акачукву 61′ | (отчёт) |       |

| Венгрия                                | 3:5     | Польша                                                            |
| -------------------------------------- | ------- | ----------------------------------------------------------------- |
| - Варга 55′ - Шимон 70′ - Молнар 90+4′ | (отчёт) | - Скочилас 8′ - Шнауцнер 34′ - Хурас 52′ - Томчик 76′ - Борис 80′ |

| Ирландия                       | 4:2     | Венгрия                        |
| ------------------------------ | ------- | ------------------------------ |
| - Кехир 5′ 61′ - Мелия 24′ 31′ | (отчёт) | - Гранте 10′ (авт.) - Керн 72′ |

| Уэльс                             | 3:0     | Польша |
| --------------------------------- | ------- | ------ |
| - Бьянкери 82′ - Морган 89′ 90+1′ | (отчёт) |        |

### Группа B
| Поз | Команда  | И | В | Н | П | МЗ | МП | РМ | О | Квалификация     |
| --- | -------- | - | - | - | - | -- | -- | -- | - | ---------------- |
| 1   | Испания  | 3 | 2 | 1 | 0 | 6  | 3  | +3 | 7 | Выход в плей-офф |
| 2   | Сербия   | 3 | 1 | 1 | 1 | 5  | 5  | 0  | 4 | Выход в плей-офф |
| 3   | Италия   | 3 | 1 | 0 | 2 | 4  | 4  | 0  | 3 |                  |
| 4   | Словения | 3 | 1 | 0 | 2 | 5  | 8  | −3 | 3 |                  |

| Сербия                         | 2:4     | Словения                                                  |
| ------------------------------ | ------- | --------------------------------------------------------- |
| - Цветкович 66′ - Петрович 82′ | (отчёт) | - Пейичич 4′ - Топалович 10′ - Якупович 34′ - Хрватин 52′ |

| Италия            | 1:2     | Испания     |
| ----------------- | ------- | ----------- |
| Раньоли Галли 15′ | (отчёт) | Гиу 53′ 75′ |

| Испания                                         | 3:1     | Словения      |
| ----------------------------------------------- | ------- | ------------- |
| - Гиу 28′ - Меса 45+1′ - Ламин Ямаль 50′ (пен.) | (отчёт) | Топалович 54′ |

| Сербия                           | 2:0     | Италия |
| -------------------------------- | ------- | ------ |
| - Максимович 39′ - Цветкович 59′ | (отчёт) |        |

| Испания         | 1:1     | Сербия         |
| --------------- | ------- | -------------- |
| Ламин Ямаль 78′ | (отчёт) | Максимович 68′ |

| Словения | 0:3     | Италия                           |
| -------- | ------- | -------------------------------- |
|          | (отчёт) | - Маннини 60′ 82′ - Де Пьери 87′ |

### Группа C
| Поз | Команда    | И | В | Н | П | МЗ | МП | РМ | О | Квалификация     |
| --- | ---------- | - | - | - | - | -- | -- | -- | - | ---------------- |
| 1   | Германия   | 3 | 3 | 0 | 0 | 10 | 1  | +9 | 9 | Выход в плей-офф |
| 2   | Франция    | 3 | 1 | 1 | 1 | 5  | 5  | 0  | 4 | Выход в плей-офф |
| 3   | Португалия | 3 | 1 | 1 | 1 | 3  | 6  | −3 | 4 |                  |
| 4   | Шотландия  | 3 | 0 | 0 | 3 | 2  | 8  | −6 | 0 |                  |

| Шотландия  | 1:3     | Франция                                   |
| ---------- | ------- | ----------------------------------------- |
| Уилсон 71′ | (отчёт) | - Иссуфу 5′ - Гаду 45′ - Эллис 75′ (авт.) |

| Португалия | 0:4     | Германия                                    |
| ---------- | ------- | ------------------------------------------- |
|            | (отчёт) | - Дарвих 32′ - Кабар 39′ - Рамзак 59′ 90+4′ |

| Португалия            | 2:1     | Шотландия    |
| --------------------- | ------- | ------------ |
| - Томе 3′ - Соуза 20′ | (отчёт) | Коннолли 88′ |

| Франция   | 1:3     | Германия                       |
| --------- | ------- | ------------------------------ |
| Силла 39′ | (отчёт) | - Бруннер 56′ 63′ - Рамзак 60′ |

| Франция   | 1:1     | Португалия   |
| --------- | ------- | ------------ |
| Гомис 10′ | (отчёт) | Патрисиу 41′ |

| Германия                                 | 3:0     | Шотландия |
| ---------------------------------------- | ------- | --------- |
| - Дарвих 49′ - Дардаи 54′ - Ветьен 90+1′ | (отчёт) |           |

### Группа D
| Поз | Команда    | И | В | Н | П | МЗ | МП | РМ | О | Квалификация     |
| --- | ---------- | - | - | - | - | -- | -- | -- | - | ---------------- |
| 1   | Англия     | 3 | 2 | 1 | 0 | 5  | 1  | +4 | 7 | Выход в плей-офф |
| 2   | Швейцария  | 3 | 2 | 1 | 0 | 4  | 1  | +3 | 7 | Выход в плей-офф |
| 3   | Хорватия   | 3 | 0 | 1 | 2 | 2  | 4  | −2 | 1 |                  |
| 4   | Нидерланды | 3 | 0 | 1 | 2 | 2  | 7  | −5 | 1 |                  |

| Швейцария             | 2:0     | Нидерланды |
| --------------------- | ------- | ---------- |
| - Ботели 49′ - Зе 54′ | (отчёт) |            |

| Хорватия | 0:1     | Англия     |
| -------- | ------- | ---------- |
|          | (отчёт) | Нванери 8′ |

| Хорватия  | 1:2     | Швейцария                   |
| --------- | ------- | --------------------------- |
| Левак 32′ | (отчёт) | - Джемалия 9′ - Акаомен 83′ |

| Нидерланды | 1:4     | Англия                                                              |
| ---------- | ------- | ------------------------------------------------------------------- |
| Хартог 71′ | (отчёт) | - Луис-Скелли 7′ - Дада-Масколл 80′ 90+3′ (пен.) - Обоавуодуо 90+4′ |

| Нидерланды | 1:1     | Хорватия  |
| ---------- | ------- | --------- |
| Бал 53′    | (отчёт) | Пулич 66′ |

| Англия | 0:0     | Швейцария |
| ------ | ------- | --------- |
|        | (отчёт) |           |

## Плей-офф
Пять лучших команд в стадии плей-офф квалифицировались на юношеский чемпионат мира от УЕФА.

### Сетка плей-офф
|  | Четвертьфиналы          | Четвертьфиналы   |                   |       | Полуфиналы              | Полуфиналы              |  |  | Финал | Финал |
|  |                         |                  |                   |       |                         |                         |  |  |       |       |
|  | 27 мая — Тельки         |                  |                   |       |                         |                         |  |  |       |       |
|  |                         |                  |                   |       |                         |                         |  |  |       |       |
|  | Польша                  | 3                |                   |       |                         |                         |  |  |       |       |
|  | Польша                  | 3                | 30 мая — Фельчут  |       |                         |                         |  |  |       |       |
|  | Сербия                  | 2                |                   |       |                         |                         |  |  |       |       |
|  | Сербия                  | 2                | Польша            | 3     |                         |                         |  |  |       |       |
|  | 27 мая — Дебрецен       |                  | Польша            | 3     |                         |                         |  |  |       |       |
|  |                         | Германия         | 5                 |       |                         |                         |  |  |       |       |
|  | Германия (пен.)         | Германия         | 5                 | 1 (3) |                         |                         |  |  |       |       |
|  | Германия (пен.)         |                  | 2 июня — Будапешт | 1 (3) |                         |                         |  |  |       |       |
|  | Швейцария               | 1 (2)            |                   |       |                         |                         |  |  |       |       |
|  | Швейцария               | 1 (2)            | Германия (пен.)   | 0 (5) |                         |                         |  |  |       |       |
|  | 27 мая — Будапешт       |                  | Германия (пен.)   | 0 (5) |                         |                         |  |  |       |       |
|  |                         | Франция          | 0 (4)             |       |                         |                         |  |  |       |       |
|  | Испания                 | Франция          | 0 (4)             | 3     |                         |                         |  |  |       |       |
|  | Испания                 | 30 мая — Фельчут |                   | 3     |                         |                         |  |  |       |       |
|  | Ирландия                | 0                |                   |       |                         |                         |  |  |       |       |
|  | Ирландия                | 0                | Испания           | 1     |                         |                         |  |  |       |       |
|  | 27 мая — Бальмазуйварош |                  | Испания           | 1     |                         |                         |  |  |       |       |
|  |                         | Франция          | 3                 |       | Плей-офф за выход на ЧМ | Плей-офф за выход на ЧМ |  |  |       |       |
|  | Англия                  | Франция          | 3                 | 0     | Плей-офф за выход на ЧМ | Плей-офф за выход на ЧМ |  |  |       |       |
|  | Англия                  |                  | 30 мая — Будаэрш  | 0     |                         |                         |  |  |       |       |
|  | Франция                 | 1                |                   |       |                         |                         |  |  |       |       |
|  | Франция                 | 1                | Англия            | 4     |                         |                         |  |  |       |       |
|  |                         |                  |                   |       |                         |                         |  |  |       |       |
|  | Швейцария               | 2                |                   |       |                         |                         |  |  |       |       |
|  | Швейцария               | 2                |                   |       |                         |                         |  |  |       |       |

### Четвертьфиналы
Четвертьфинальные матчи прошли 27 мая.
| Польша                                                   | 3:2     | Сербия                       |
| -------------------------------------------------------- | ------- | ---------------------------- |
| - Кшижановский 4′ - Миколаевский 62′ (пен.) - Рейчик 89′ | (отчёт) | - Вукоевич 51′ - Суботич 70′ |

| Германия                           | 1:1     | Швейцария                                   |
| ---------------------------------- | ------- | ------------------------------------------- |
| Бруннер 49′                        | (отчёт) | Ботели 16′ (пен.)                           |
| Пенальти                           |         |                                             |
| - Рамзак - Озаве - Дардаи - Ветьен | 3:2     | - Паренте - Фасано - Грандо - Смит - Ботели |

| Испания                                    | 3:0     | Ирландия |
| ------------------------------------------ | ------- | -------- |
| - Гранадос 22′ - Гиу 69′ - Ламин Ямаль 72′ | (отчёт) |          |

| Англия | 0:1     | Франция            |
| ------ | ------- | ------------------ |
|        | (отчёт) | Ламбурд 89′ (пен.) |

### Полуфиналы
| Польша                                       | 3:5     | Германия                                                               |
| -------------------------------------------- | ------- | ---------------------------------------------------------------------- |
| - Миколаевский 7′ - Борис 31′ - Вольский 68′ | (отчёт) | - Мёрштедт 22′ - Бруннер 57′ - Херрман 65′ - Уэдраого 79′ - Рамзак 83′ |

| Испания         | 1:3     | Франция                                  |
| --------------- | ------- | ---------------------------------------- |
| Ламин Ямаль 69′ | (отчёт) | - Ламбурд 73′ - Иссуфу 80′ - Гомис 90+1′ |

### Плей-офф за выход на ЧМ
| Англия                                           | 4:2     | Швейцария                      |
| ------------------------------------------------ | ------- | ------------------------------ |
| - Грей 17′ - Лавлейс 67′ - Голдинг 68′ - Янг 76′ | (отчёт) | - Руфенер 45+1′ - Джемалия 51′ |

### Финал
| Германия                                                 | 0:0     | Франция                                                 |
| -------------------------------------------------------- | ------- | ------------------------------------------------------- |
|                                                          | (отчёт) |                                                         |
| Пенальти                                                 |         |                                                         |
| - Дарвих - Херрман - Дардаи - Булут - Бруннер - Уэдраого | 5:4     | - Кайи Санда - Ламбурд - Тенкр - Санги - Силла - Буабре |

## Чемпион
| Чемпион Европы по футболу среди юношей до 17 лет 2023 |
| ----------------------------------------------------- |
| Германия Четвёртый титул                              |

## Бомбардиры
Примечание: В скобках указано, сколько голов из общего числа забито с пенальти.
4 гола
- Парис Бруннер
- Роберт Рамзак
- Марк Гиу
- Ламин Ямаль (1)

3 гола
- Кароль Борис
- Матеуш Скочилас

2 гола
- Айзея Дада-Масколл (1)
- Бенедек Шимон
- Ноа Дарвих
- Люк Кехир
- Мейсон Мелия
- Ике Орази
- Маттиа Маннини
- Даниэль Миколаевский (1)
- Андрия Максимович
- Михайло Цветкович
- Лука Топалович
- Иуан Морган
- Тидьям Гомис
- Янис Иссуфу
- Матис Ламбурд (1)
- Винсли Ботели (1)
- Демир Джемалия

1 гол
- Майкл Голдинг
- Арчи Грей
- Зак Лавлейс
- Майлз Луис-Скелли
- Итан Нванери
- Джастин Обоавуодуо
- Кейден Янг
- Зетени Варга
- Мартин Керн
- Чаба Молнар
- Силард Сабо
- Адам Уматум
- Кьелль-Арик Ветьен
- Бенце Дардаи
- Альмугера Кабар
- Макс Мёрштедт
- Ассан Уэдраого
- Чарльз Херрман
- Ромео Акачукву
- Надж Рази
- Алехандро Гранадос
- Оскар Меса
- Джакомо Де Пьери
- Федерико Раньоли Галли
- Йессе Бал
- Яспер Хартог
- Филип Вольский
- Шимон Кадзёлка
- Якуб Кшижановский
- Филип Рейчик
- Оскар Томчик
- Майк Хурас
- Доминик Шала
- Максимилиан Шнауцнер
- Нуну Патрисиу
- Гонсалу Соуза
- Оливиу Томе
- Велько Вукоевич
- Андрей Петрович
- Андрей Суботич
- Давид Пейичич
- Рене Хрватин
- Алдин Якупович
- Габриэле Бьянкери
- Жоан Куаку Гаду
- Фоде Силла
- Сергей Левак
- Любо Пулич
- Марвин Акаомен
- Арле Жуниор Зе
- Элио Руфенер
- Леннон Коннолли
- Рори Уилсон

Автоголы
- Джейк Гранте в матче против Венгрии
- Руари Эллис в матче против Франции